# Rakouské císařství
Rakouské císařství byl poloúřední název užívaný v období od 11. srpna 1804 do 21. prosince 1867 pro souhrn dědičných zemí pod vládou rodu habsbursko-lotrinského (do porážky uherské revoluce v letech 1848/9 zahrnovalo pouze území původně náležející ke Svaté říši římské, po tomto datu pak i Uherské království).

## Název
Název vychází z titulu dědičného císaře rakouského (Erbkaiser von Österreich), přijatého Františkem II., posledním císařem Svaté říše římské jako název habsbursko-lotrinského arcidomu — …den Titel und die Würde eines erblichen Kaisers von Österreich (als den Nahmen Unsers Erzhauses)… — nejednalo se tedy o zřízení nové dědičné monarchie a postavení jednotlivých států/panství/území zůstalo nezměněno. 

## Historie
František II. tak chtěl chránit rodové zájmy v okamžiku, kdy byl Napoleon  prohlášen, na základě plebiscitu, císařem Francouzů. V roce 1805 vzhledem k ohrožení Vídně napoleonskými vojsky (válka třetí koalice proti Francii) byl přenesen císařský dvůr a vláda rakouské monarchie na čas do města Těšína.
Po dvou letech „dvojitého“ císařování se s ohledem na politický vývoj v Evropě (zejména vznik Rýnského spolku) František II./I. vzdal 6. srpna 1806 koruny Svaté říše římské, prohlásil římskou císařskou hodnost za zrušenou a zbavil zbylé říšské stavy povinností vůči sobě jako římskému panovníkovi. Jeho vláda se tak formálně omezila pouze na rodové državy rakouské, království české a uherské.
Poněvadž nebylo z hlediska procesní ekonomie udržitelné vypočítávat všechna samostatná území pod panovníkovou vládou, začalo se původně dynastického titulu císaře rakouského poznenáhlu v praxi užívat i v teritoriálním smyslu císařství rakouského.
Během své existence bylo Rakouské císařství třetím nejlidnatějším státem Evropy, po Rusku a Británii, a územně druhým největším státem, po Rusku. Spolu s Pruskem bylo nejdůležitějším prvkem Německého spolku.
V důsledku porážky v prusko-rakouské válce a selhání státní reformy bylo rakouské císařství v roce 1867 přeměněno Františkem Josefem I. na Rakousko-Uhersko, čímž uherské země získaly v rámci říše rovnoprávnost.

## Území Rakouského císařství
- Koruna česká
  -  Království české
  -  Markrabství moravské
  -  Vévodství Horní a Dolní Slezsko (běžněji nazýváno Rakouské Slezsko)
- Koruna uherská
  -  Království uherské
  -  Království chorvatské – do roku 1822 součást Ilyrského království
  -  Království slavonské – do roku 1849 zároveň i podřízeno vlastnímu Chorvatsku (od roku 1868 s ním sloučeno)
  -  Velkoknížectví sedmihradské – roku 1867 plně vtěleno do Uher
  - Vojenská hranice – demilitarizována a přičleněna k Uhrám a Chorvatsku-Slavonii až roku 1881
- Království dalmatské
- Království haličsko-vladiměřské
  - Halič-Vladimirsko
  - Knížectví osvětimské – součást Německého spolku v letech 1818–50
  - Knížectví zátorské – dtto Osvětimsko
  -  Velkovévodství krakovské – od roku 1846
- Království lombardsko-benátské – roku 1866 ztraceno ve prospěch Italského království
- Arcivévodství Rakousy pod Enží a Arcivévodství Rakousy nad Enží (formálně nazýváno jako Arcivévodství rakouské)
- Království ilyrské – rozděleno roku 1849 zpět do svých konstitutivních zemí:
  -  Vévodství kraňské
  -  Vévodství korutanské
  -  Okněžněné hrabství Gorice a Gradiška
  -  Markrabství istrijské
- Vévodství solnohradské – od roku 1849
- Vévodství štýrské
- Vévodství Bukovina – od roku 1849
- Okněžněné hrabství tyrolské
- Vorarlbersko – od roku 1861

## Galerie

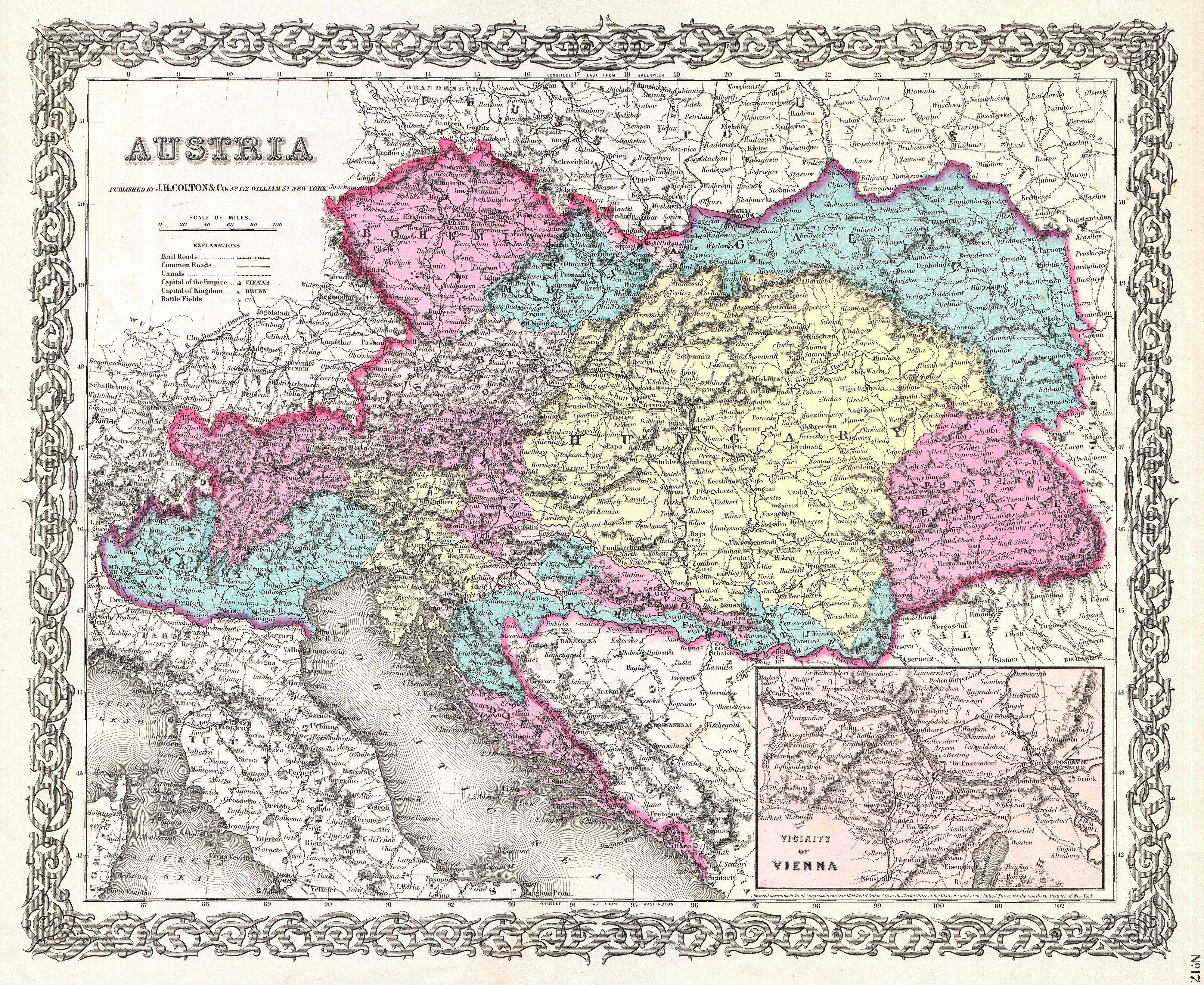
Území Rakouského císařství (k roku 1855)
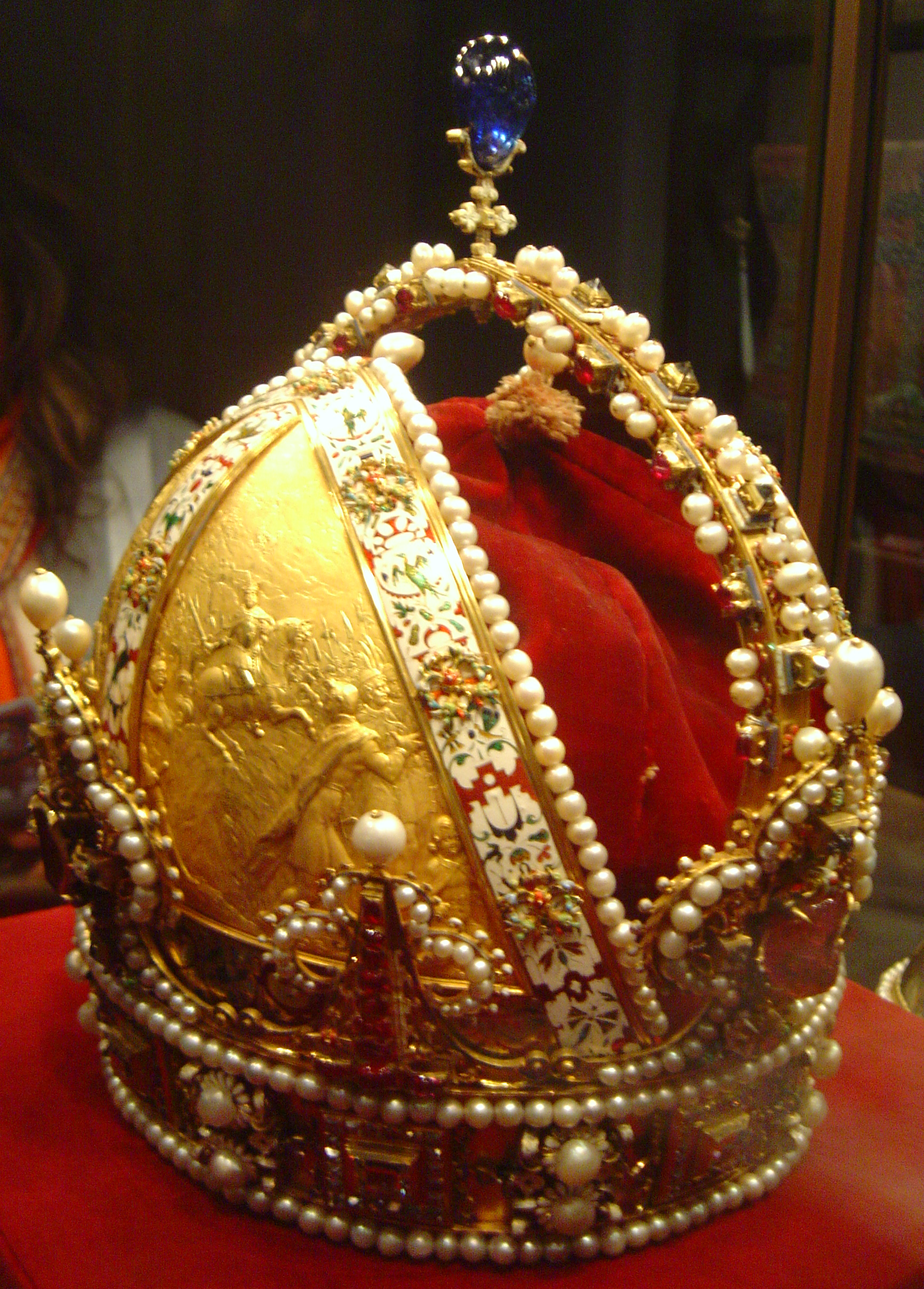
Rakouská císařská koruna (původně koruna Rudolfa II.)